# Биг Пајни (Вајоминг)
Биг Пајни (енгл. Big Piney) град је у америчкој савезној држави Вајоминг.

## Демографија
По попису из 2010. године број становника је 552, што је 144 (35,3%) становника више него 2000. године.
| Група             | 2000.       | 2010.       |
| Белци             | 396 (97,1%) | 498 (90,2%) |
| Афроамериканци    | 0 (0,0%)    | 5 (0,9%)    |
| Азијати           | 0 (0,0%)    | 2 (0,4%)    |
| Хиспаноамериканци | 7 (1,7%)    | 37 (6,7%)   |
| Укупно            | 408         | 552         |